# Disco galattico
In astronomia, il disco galattico è la regione nella quale si concentra la grande maggioranza delle stelle e del gas di una galassia a disco, come le galassie a spirale o le galassie lenticolari. Il disco galattico consiste di una componente stellare (data dalle stelle che formano la galassia) e di una componente gassosa, formata perlopiù da gas e polveri.

## Caratteristiche
La popolazione stellare di un disco galattico tende ad esibire uno scarso movimento casuale, in quanto la maggior parte delle stelle tende a muoversi su orbite circolari attorno al centro galattico.
Il disco è generalmente piuttosto sottile perché il movimento del materiale che lo compone avviene predominantemente sul piano del disco, con una scarsa componente verticale. Lo spessore in genere è di poche migliaia di anni luce (circa 1 nel caso della nostra galassia), mentre il suo diametro può superare i 100.000 anni luce. Al suo interno sono presenti dei bracci di spirale, marcati da numerose stelle blu appena formate e molto luminose.

## Componente stellare

### Profilo esponenziale di luminosità
Il disco galattico presenta un profilo di luminosità di superficie che segue molto da vicino una funzione esponenziale, sia nella direzione radiale che in quella verticale.

#### Profilo radiale
Il profilo radiale della luminosità di superficie di un tipico disco galattico segue approssimativamente una funzione esponenziale:
{\displaystyle I(R)=I_{0}\exp \left[{-{\frac {R}{h_{R}}}}\right],}
dove {\displaystyle I_{0}} è la luminosità del centro galattico e {\displaystyle h_{R}} è la lunghezza di scala, definita come il raggio a cui la galassia ha una luminosità inferiore di un fattore e (~2.7) rispetto al suo centro.
A causa della diversità nella forma e nelle dimensioni delle galassie, non tutti i dischi galattici seguono questa semplice forma esponenziale nel loro profilo di luminosità.
Alcune galassie mostrano dischi con un profilo di luminosità troncato nelle regioni più esterne.

#### Profilo verticale
Il profilo verticale della luminosità superficiale di un tipico disco galattico, segue una funzione esponenziale che è proporzionale al suo profilo radiale:
{\displaystyle I(R,z)=I(R)\exp \left[-{\frac {\vert z\vert }{h_{z}}}\right]=I_{0}\exp \left[-\left({\frac {R}{h_{R}}}+{\frac {\vert z\vert }{h_{z}}}\right)\right],}
dove {\displaystyle h_{z}\approx 0.1h_{R}} è l'altezza di scala.
Il profilo esponenziale è un'utile approssimazione, ma i profili di luminosità verticale possono essere molto complicati. L'altezza di scala {\displaystyle h_{z}}, che qui è stata assunta come costante, in qualche caso cresce con il raggio.

## Componente gassosa
La maggior parte del gas del disco galattico è contenuta all'interno del disco stesso ed è composta prevalentemente dal più freddo idrogeno atomico (H I) e dal più caldo idrogeno molecolare (H II). Questo gas alimenta la formazione di nuove stelle nel disco.
La conoscenza della distribuzione del gas nel disco non è ancora così ben definita come la distribuzione della componente stellare, tuttavia è appurato (attraverso la riga a 21 cm dell'idrogeno neutro) che l'idrogeno atomico è distribuito abbastanza uniformemente in tutto il disco galattico. La riga a 21 cm rivela inoltre che la componente gassosa può produrre emissioni anche nelle regioni esterne della galassia.
L'abbondanza dell'idrogeno molecolare lo rende un candidato ideale per tracciare le dinamiche all'interno del disco. Esattamente come le stelle all'interno del disco, anche i grumi o le nubi di gas si muovono seguendo orbite circolari attorno al centro galattico. La velocità circolare del gas nel disco è fortemente correlata con la luminosità della galassia secondo la relazione di Tully-Fisher. Questa relazione diventa ancora più forte se si prende in considerazione anche la massa stellare.

## Struttura
Al centro del disco si trova il bulge, un rigonfiamento del disco. Attorno al disco si trova l'alone galattico, una nuvola sferica o ellissoidale di stelle e gas, molto meno denso del disco.

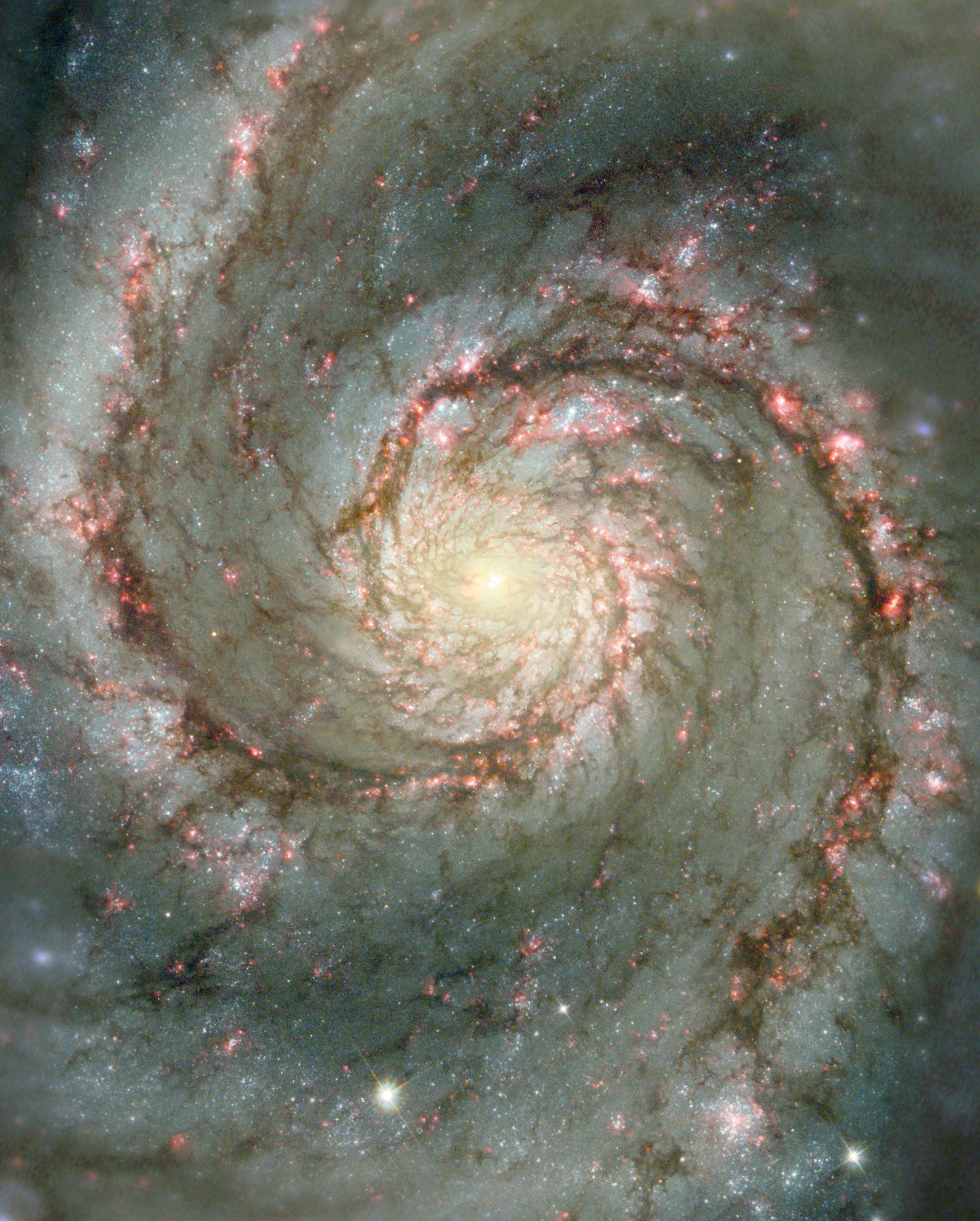
La galassia a spirale denominata Galassia vortice

Questo bulbo posizionato al centro del disco ha la forma di un'ellisse, è molto luminoso e molte teorie affermano che nel suo interno siano presenti buchi neri di dimensioni enormi; esistono vortici gravitazionali talmente grandi da superare la massa di miliardi di Soli e con la loro forza attirano il materiale che compone il disco, formato prevalentemente da popolazioni di stelle, gas e polveri. Questa concentrazione centrale indica la presenza di un grande nucleo, ed il materiale che lo circonda può essere spiegato come una accrezione attorno ad un oggetto supermassiccio.
Il disco della galassia a spirale si presenta sotto forma di bracci che spiraleggiano uniti, a volte, all'interno da una barra. Queste formazioni si suppone siano la conseguenza di interazioni con altre galassie che portano a scompensi gravitazionali, disomogeneità ed asimmetria all'interno del disco stesso. In alcune regioni avviene una compressione di gas, e se questa supera un determinato valore di criticità, si dà inizio, all'interno di immense nebulose di idrogeno molecolare, alla formazione delle stelle. Queste formazioni sono disposte lungo i bracci e seguono la propria evoluzione dando così indicazione di quanto essi siano antichi. Quelle galassie che non hanno avuto incontri ravvicinati, non presentano all'interno formazioni particolari ed in ogni punto presentano un'omogeneità quasi continua, al contrario di quelle che a causa di fatali incontri o collisioni assumono forme distorte specialmente in quelle zone dove l'incontro-scontro è stato più massiccio.

Alone attorno alla galassia Sombrero

Il disco stesso è avvolto da una componente di forma sferica, l'alone galattico, il quale è privo di polveri e gas; vi compare qualche stella isolata e presenta luminosi ammassi, gli ammassi globulari, formati da stelle antiche, più di quelle che sono presenti nel disco, e che sono considerati i resti fossili della formazione della galassia. I bracci sono concentrazioni di stelle e gas che partendo dal centro si evolvono in una lunga spirale di diverse migliaia di anni luce e continuamente danno vita a nuove stelle.

## Particolarità della Via Lattea
Nel disco della nostra galassia, la Via Lattea, si possono distinguere tre tipologie di componenti stellari con differenti altezze di scala: 
- il disco sottile giovane
- il disco sottile vecchio
- il disco spesso.[12]

Il disco sottile giovane è una regione in cui la formazione stellare è attiva e contiene le stelle più giovani e gran parte del gas e delle polveri. L'altezza di scala di questa componente è di circa 100 pc.

Il disco sottile vecchio ha un'altezza di scala di 325 pc, mentre il disco spesso ha un'altezza di scala di 1500 pc.
Anche se le stelle si muovono prevalentemente all'interno del disco, esse mostrano anche moti casuali nella direzione perpendicolare al disco, che danno luogo ad altezze di scala diverse per le varie componenti. Le stelle del disco sottile tendono ad avere una metallicità più elevata di quelle del disco spesso.
Le stelle ricche in metalli del disco sottile hanno valori di metallicità simili a quella del sole ({\displaystyle Z\approx 0,02}) e vengono chiamate stelle di popolazione I, mentre le stelle del disco spesso sono meno ricche in metalli ({\displaystyle Z\approx 0,001}) e vengono chiamate stelle di popolazione II. Le differenze in età e metallicità delle diverse componenti stellari del disco indicano una forte correlazione tra metallicità ed età delle stelle.
Nell'anno 2006 è stato pubblicato sulla rivista Astronomy & Astrophysics il risultato di uno studio guidato da ricercatori italiani che afferma che nella nostra galassia (Via Lattea) i miliardi di stelle che compongono il disco galattico si distribuiscono seguendo un andamento ad onde, come quelle che si formano gettando un sasso in uno stagno, soprattutto nella parte esterna; lo stesso disco risulta avere un valore del 70% più grande di quello che in precedenza era stato ipotizzato, raggiungendo una dimensione di 150 000 anni luce. Questo risultato si accorda con quello di altri studi sulla conformazione del gas interstellare e sulle polveri le quali hanno una disposizione ondulata; è questa caratteristica che ha fatto fare una revisione delle stime sulle misure della dimensione della Via Lattea, aumentandone considerevolmente il diametro.